# アリオーソ
アリオーソまたはアリオーゾ（arioso）は、オペラ、オラトリオ、カンタータなどにおける歌曲の種類で、通常のレチタティーヴォよりも旋律的な音楽、あるいはアリアよりもより小規模な音楽を指す。

## 概要
「アリオーソ」という言葉は「アリア」に形容詞語尾-osoがついた形で、「アリア風の」という意味であり、叙唱的でなく抒情的な演唱をいう。バロック時代の1638年に最初の用例が見られる。
レチタティーヴォと同様の歌詞をもつが、繰りかえしが多く旋律的な音楽をアリオーソと呼ぶ。この場合、正確な名称は「レチタティーヴォ・アリオーソ」になる。
アリアと同様だが、小品でダ・カーポのようなアリア固有の形式を持たないものもアリオーソと呼ばれる。ヘンデルの作品ではしばしばこの意味で使われている。オペラ『セルセ』冒頭の「オンブラ・マイ・フ」は有名なアリオーソの例である。しかし、ヘンデルは同様の曲にこの語を一貫して用いているわけではない。
18世紀の古典派でもアリオーソの語は使われつづけたが、イタリアではレチタティーヴォの中の旋律的な箇所はカヴァティーナと呼ばれるようになった。フランスまたはフランスの影響を受けた音楽ではアリオーソは盛んに使われた。グルック『オルフェオとエウリディーチェ』第2幕のアリオーソ「なんという澄み切った空だろう」(Che puro ciel)が代表的な例である。19世紀には抒情的な朗唱の意味で用いられる。
アリオーソの語が声楽以外に用いられることはまれだが、有名なものにベートーヴェンのピアノソナタ第31番変イ長調 作品110の最終楽章に現れる「arioso dolente」（嘆きの歌、悲痛なアリオーソ）がある。